# Allograpta falcata
Allograpta falcata är en tvåvingeart som beskrevs av Fluke 1942. Allograpta falcata ingår i släktet Allograpta och familjen blomflugor. Inga underarter finns listade i Catalogue of Life.